# Prisión de Serkadji
La Prisión de Serkadji (en árabe: سجن سركاجي) es una prisión de alta seguridad en Argel, la capital del país africano de Argelia; para 1995, cerca de dos tercios de los 1.500 presos recluidos allí han sido acusados o condenados por terrorismo. Un motín tuvo lugar entre el 21 y el 23 de febrero de 1995 en las instalaciones de esa cárcel. El catalizador para el motín fue la fuga de 4 presos ayudados por un guardia. Durante el intento de fuga al menos cuatro guardias y un preso murieron.